# 9707 Петрусконінґ
9707 Петрусконінґ (9707 Petruskoning) — астероїд головного поясу, відкритий 16 жовтня 1977 року.
Тіссеранів параметр щодо Юпітера — 3,372.